# Protivin
Protivin és una població dels Estats Units a l'estat d'Iowa. Segons el cens del 2000 tenia 317 habitants.

## Demografia
Segons el cens del 2000, Protivin tenia 317 habitants, 154 habitatges, i 79 famílies. La densitat de població era de 255 habitants/km².
Dels 154 habitatges en un 20,8% hi vivien nens de menys de 18 anys, en un 43,5% hi vivien parelles casades, en un 4,5% dones solteres, i en un 48,7% no eren unitats familiars. En el 43,5% dels habitatges hi vivien persones soles el 29,2% de les quals corresponia a persones de 65 anys o més que vivien soles. El nombre mitjà de persones vivint en cada habitatge era de 2,06 i el nombre mitjà de persones que vivien en cada família era de 2,86.
Per edats la població es repartia de la següent manera: un 21,8% tenia menys de 18 anys, un 5,7% entre 18 i 24, un 23% entre 25 i 44, un 20,5% de 45 a 60 i un 29% 65 anys o més.
L'edat mediana era de 44 anys. Per cada 100 dones de 18 o més anys hi havia 98,4 homes.
La renda mediana per habitatge era de 29.779 $ i la renda mediana per família de 35.156 $. Els homes tenien una renda mediana de 30.179 $ mentre que les dones 18.125 $. La renda per capita de la població era de 18.818 $. Entorn del 10,1% de les famílies i el 13,2% de la població estaven per davall del llindar de pobresa.

## Poblacions més properes
El següent diagrama mostra les poblacions més properes.